# Herzmoorgraben
Der Herzmoorgraben ist ein ca. 400 Meter langer Graben in Hamburg-Langenhorn und rechter Nebenfluss des Raakmoorgrabens.
Er verläuft südlich der und parallel zur Straße Herzmoor. Er beginnt am Weg 651 und verläuft Richtung Osten, bis er an der Grenze zu Hamburg-Hummelsbüttel in den Raakmoorgraben mündet.

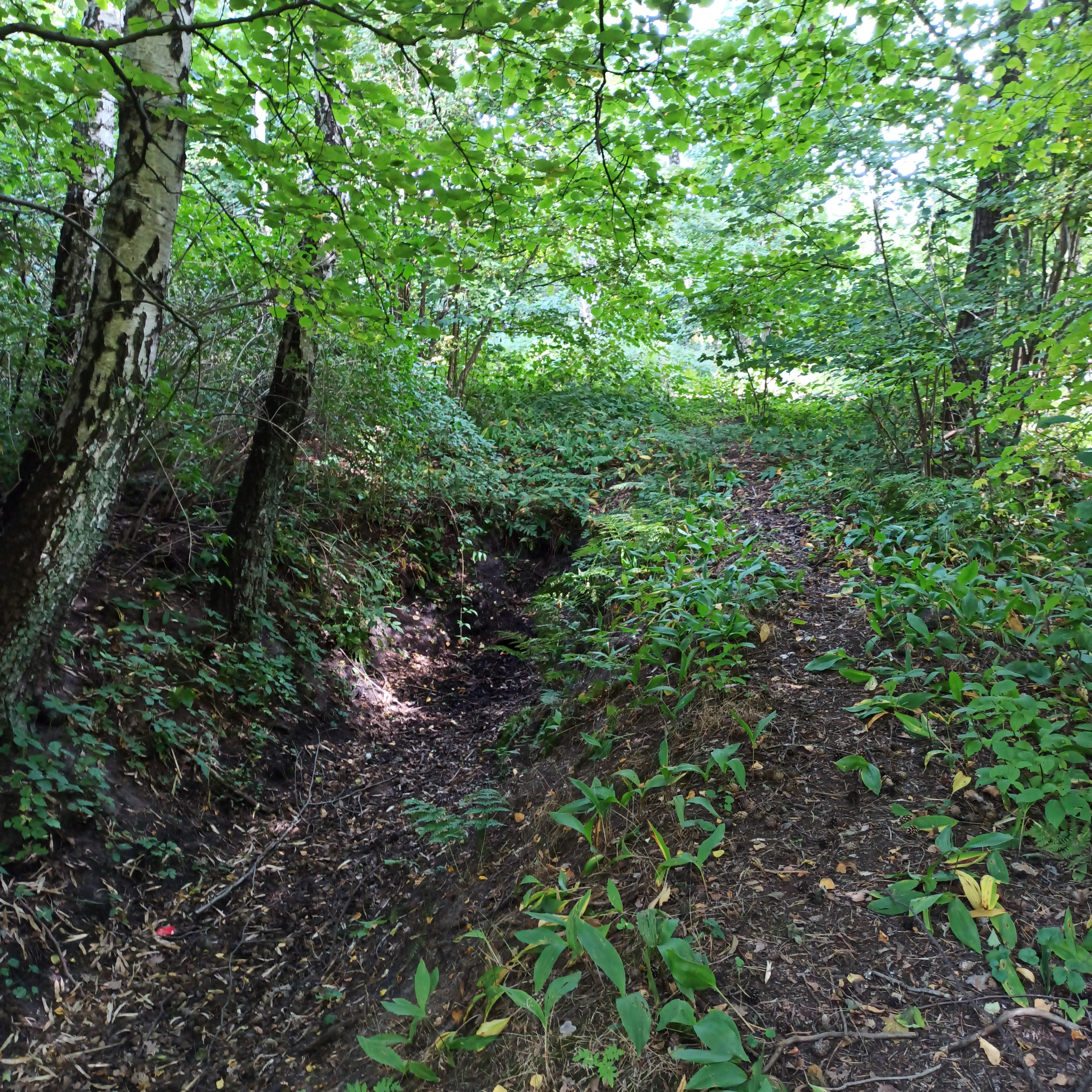
Herzmoorgraben vor der Mündung in den Raakmoorgraben
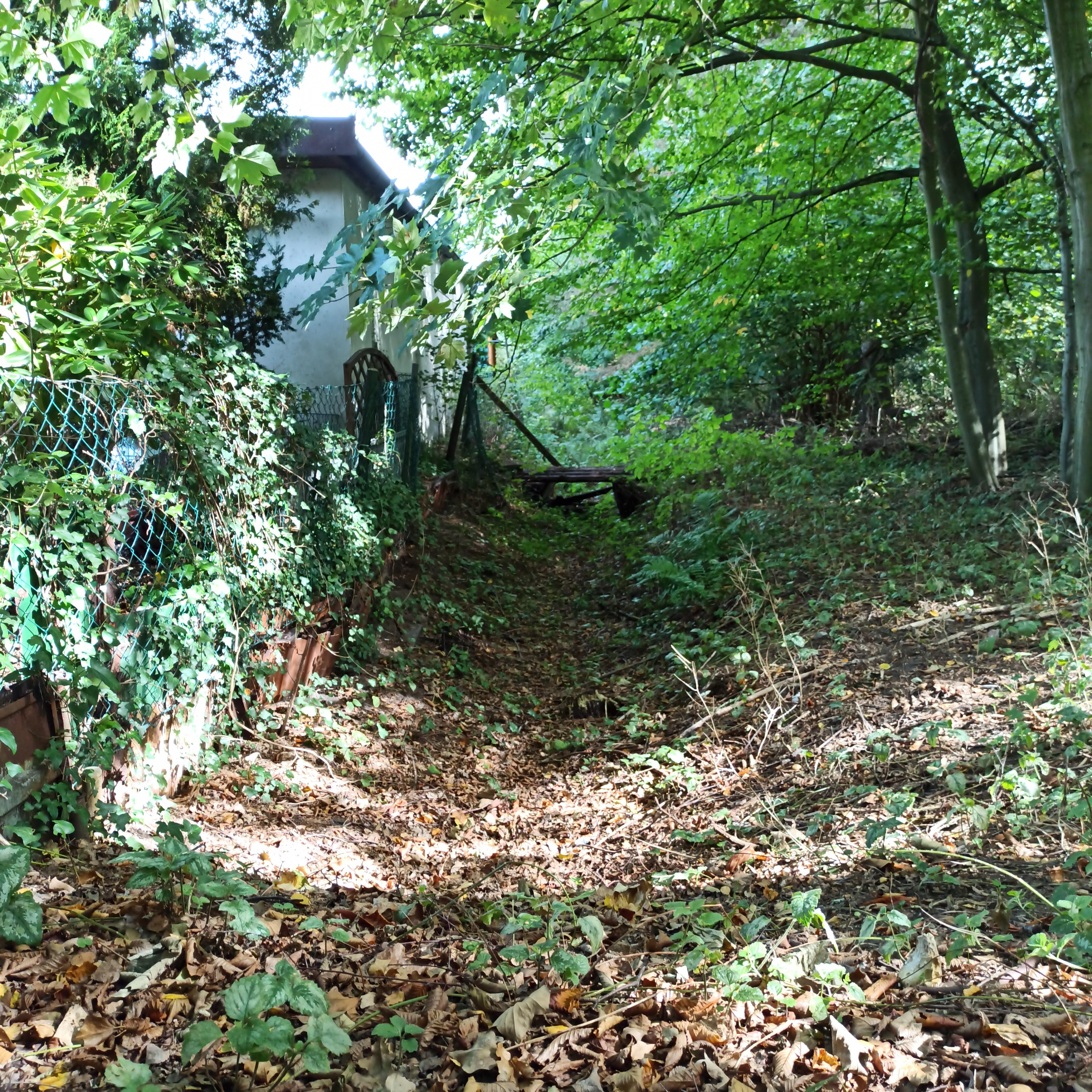
Herzmoorgraben am Anfang